# Campeonato Argentino Juvenil 2014
El Campeonato Argentino Juvenil de 2014 fue un torneo para los seleccionados juveniles de las uniones regionales afiliadas a la Unión Argentina de Rugby. Las primeras dos divisiones del torneo, la Zona Campeonato y la Zona Ascenso, se disputaron en la categoría M18 y se llevaron a cabo entre el 5 de abril y el 3 de mayo de 2014. La tercera división del torneo, la Zona Desarrollo (Súper 9), se disputó en la categoría M17 y se llevó a cabo con anterioridad entre el 28 y 30 de marzo en Estancia Grande, Provincia de San Luis.
A excepción de las primeras dos fechas, el torneo volvió disputarse bajo el formato concentrado, organizándose en esta temporada en tres sedes en la ciudad de Santa Fe de la provincia homónima, con cada sede albergando ocho partidos durante cada fecha. Las sedes elegidas fueron el Club Universitario de Santa Fe (tercera fecha, 27 de abril), el Club de Rugby Ateneo Inmaculada (semifinales, 30 de abril) y el Santa Fe Rugby Club (finales, 3 de mayo).
La Unión de Rugby de Buenos Aires se quedó con el campeonato luego de empatar 3-3 en la final con la Unión de Rugby de Rosario, ganando el desempate por tener menor cantidad de tarjetas recibidas. El plantel de las Aguilitas contó con jugadores como Gaspar Baldunciel, Santiago Medrano, Bautista Delguy y Lucas Mensa, entre otros. 

## Equipos participantes
Participaron de esta edición veinticinco equipos: ocho en la Zona Campeonato, ocho en la Zona Ascenso y nueve en la Zona Desarrollo (Súper 9). Los equipos fueron organizados de acuerdo a la clasificación obtenida en el Campeonato Argentino M17 de 2013.
| División                            | Equipo              | Unión                                                |
| ----------------------------------- | ------------------- | ---------------------------------------------------- |
| Zona Campeonato 8 equipos           | Buenos Aires        | Unión de Rugby de Buenos Aires                       |
| Zona Campeonato 8 equipos           | Córdoba             | Unión Cordobesa de Rugby                             |
| Zona Campeonato 8 equipos           | Cuyo                | Unión de Rugby de Cuyo                               |
| Zona Campeonato 8 equipos           | Rosario             | Unión de Rugby de Rosario                            |
| Zona Campeonato 8 equipos           | Salta               | Unión de Rugby de Salta                              |
| Zona Campeonato 8 equipos           | Santa Fe            | Unión Santafesina de Rugby                           |
| Zona Campeonato 8 equipos           | Sur                 | Unión de Rugby del Sur                               |
| Zona Campeonato 8 equipos           | Tucumán             | Unión de Rugby de Tucumán                            |
| Zona Ascenso 8 equipos              | Alto Valle          | Unión de Rugby del Alto Valle de Río Negro y Neuquén |
| Zona Ascenso 8 equipos              | Entre Ríos          | Unión Entrerriana de Rugby                           |
| Zona Ascenso 8 equipos              | Mar del Plata       | Unión de Rugby de Mar del Plata                      |
| Zona Ascenso 8 equipos              | Misiones            | Unión de Rugby de Misiones                           |
| Zona Ascenso 8 equipos              | Nordeste            | Unión de Rugby del Nordeste                          |
| Zona Ascenso 8 equipos              | Oeste               | Unión de Rugby del Oeste de Buenos Aires             |
| Zona Ascenso 8 equipos              | San Juan            | Unión Sanjuanina de Rugby                            |
| Zona Ascenso 8 equipos              | Santiago del Estero | Unión Santiagueña de Rugby                           |
| Súper 9 (Zona Desarrollo) 9 equipos | Andina              | Unión Andina de Rugby                                |
| Súper 9 (Zona Desarrollo) 9 equipos | Austral             | Unión de Rugby Austral                               |
| Súper 9 (Zona Desarrollo) 9 equipos | Chubut              | Unión de Rugby del Valle del Chubut                  |
| Súper 9 (Zona Desarrollo) 9 equipos | Formosa             | Unión de Rugby de Formosa                            |
| Súper 9 (Zona Desarrollo) 9 equipos | Jujuy               | Unión Jujeña de Rugby                                |
| Súper 9 (Zona Desarrollo) 9 equipos | Lagos del Sur       | Unión de Rugby de los Lagos del Sur                  |
| Súper 9 (Zona Desarrollo) 9 equipos | Santa Cruz          | Unión Santacruceña de Rugby                          |
| Súper 9 (Zona Desarrollo) 9 equipos | San Luis            | Unión de Rugby San Luis                              |
| Súper 9 (Zona Desarrollo) 9 equipos | Tierra del Fuego    | Unión de Rugby de Tierra del Fuego                   |

## Cambios de formato
A pesar del éxito alcanzado con el formato concentrado a sede única durante la temporada anterior, la Unión Argentina de Rugby decidió cambiar ciertos aspectos del formato de disputa de acuerdo a las evaluaciones dadas por la Comisión de Competencias y Desarrollo.
- Debido a la cantidad de jugadores en las distintas categorías, pasar a disputar el torneo exclusivamente en la categoría M18, a excepción de la Zona Desarrollo (Súper 9), la cual se disputaría en la categoría M17.
- Regresar al formato de fase de grupos, semifinales y final; en lugar de eliminación directa en todas las rondas, la cual demostraba ser demasiado exigente. Además, de esta manera se aumenta la cantidad de partidos disputados de tres a cinco por equipo, manteniendo las llaves del 5.° al 8.° y 13.° al 16.° puesto para los equipos eliminados.
- Mantener el formato "concentrado" a sede única en las últimas tres etapas (tercera fecha, semifinales y finales), pero disputando las primeras dos fechas de la fase de grupos bajo el formato tradicional, garantizando que cada equipo dispute un partido de local y uno de visitante, además de tener más tiempo de preparación.
- Mantener la Zona Desarrollo en el Campeonato Argentino Súper 9, disputándose en conjunto con la Zona Desarrollo del Campeonato Argentino de Mayores.
- Aumentar la cantidad de jugadores por delegación en las etapas finales.

## Zona Campeonato

### Zona 1
| Pos. | Equipos | Partidos | Partidos | Partidos | Tantos | Tantos | Tantos | Pts. |
| Pos. | Equipos | G        | E        | P        | PF     | PC     | DP     | Pts. |
| ---- | ------- | -------- | -------- | -------- | ------ | ------ | ------ | ---- |
| 1.°  | Salta   | 3        | 0        | 0        | 73     | 35     | +38    | 13   |
| 2.°  | Cuyo    | 2        | 0        | 1        | 73     | 38     | +35    | 10   |
| 3.°  | Tucumán | 1        | 0        | 2        | 47     | 61     | -14    | 5    |
| 4.°  | Sur     | 0        | 0        | 3        | 31     | 90     | -59    | 1    |

|  | Clasifica a Semifinales (1.° al 4.° puesto) |
|  | Clasifica a Semifinales (5.° al 8.° puesto) |

| 5 de abril | Tucumán | 11 - 20 | Salta | Tucumán Lawn Tennis, Tucumán         |                                      |
|            |         | Reporte |       | Árbitro(s): Diego Colussi (Nordeste) | Árbitro(s): Diego Colussi (Nordeste) |

| 5 de abril | Cuyo | 34 - 5  | Sur | Los Tordos RC, Guaymallén                |                                          |
|            |      | Reporte |     | Árbitro(s): Esteban Filipanics (Córdoba) | Árbitro(s): Esteban Filipanics (Córdoba) |

| 12 de abril | Sur | 21 - 23                 | Tucumán | Sociedad Sportiva, Bahía Blanca                 |                                                 |
|             |     | Reporte p.34-35 Reporte |         | Árbitro(s): Franco De Leonardis (Mar del Plata) | Árbitro(s): Franco De Leonardis (Mar del Plata) |

| 12 de abril | Salta | 20 - 19                 | Cuyo | Gimnasia y Tiro, Salta                 |                                        |
|             |       | Reporte p.34-35 Reporte |      | Árbitro(s): Álvaro del Barco (Tucumán) | Árbitro(s): Álvaro del Barco (Tucumán) |

| 27 de abril | Tucumán | 13 - 20                 | Cuyo | Universitario SF, Santa Fe             |                                        |
|             |         | Reporte p.34-35 Reporte |      | Árbitro(s): Emilio Traverso (Santa Fe) | Árbitro(s): Emilio Traverso (Santa Fe) |

| 27 de abril | Salta | 33 - 5          | Sur | Universitario SF, Santa Fe |  |
|             |       | p.34-35 Reporte |     |                            |  |

### Zona 2
| Pos. | Equipos      | Partidos | Partidos | Partidos | Tantos | Tantos | Tantos | Pts. |
| Pos. | Equipos      | G        | E        | P        | PF     | PC     | DP     | Pts. |
| ---- | ------------ | -------- | -------- | -------- | ------ | ------ | ------ | ---- |
| 1.°  | Buenos Aires | 3        | 0        | 0        | 144    | 24     | +120   | 14   |
| 2.°  | Rosario      | 2        | 0        | 1        | 54     | 97     | -43    | 9    |
| 3.°  | Córdoba      | 1        | 0        | 2        | 40     | 65     | -25    | 4    |
| 4.°  | Santa Fe     | 0        | 0        | 3        | 30     | 82     | -52    | 0    |

|  | Clasifica a Semifinales (1.° al 4.° puesto) |
|  | Clasifica a Semifinales (5.° al 8.° puesto) |

| 5 de abril | Rosario | 17 - 0  | Córdoba | Jockey Club, Rosario                  |                                       |
|            |         | Reporte |         | Árbitro(s): Patricio Padrón (Tucumán) | Árbitro(s): Patricio Padrón (Tucumán) |

| 5 de abril | Buenos Aires | 24 - 5  | Santa Fe | Belgrano Athletic Club, Pilar          |                                        |
|            |              | Reporte |          | Árbitro(s): Damián Schneider (Rosario) | Árbitro(s): Damián Schneider (Rosario) |

| 12 de abril | Santa Fe | 20 - 32                 | Rosario | Universitario SF, Santa Fe              |                                         |
|             |          | Reporte p.34-35 Reporte |         | Árbitro(s): Pablo Deluca (Buenos Aires) | Árbitro(s): Pablo Deluca (Buenos Aires) |

| 12 de abril | Córdoba | 14 - 43 | Buenos Aires | Córdoba Athletic Club, Córdoba        |                                       |
|             |         | Reporte |              | Árbitro(s): Federico Fioravanti (Sur) | Árbitro(s): Federico Fioravanti (Sur) |

| 27 de abril | Rosario | 5 - 77          | Buenos Aires | Universitario SF, Santa Fe |  |
|             |         | p.34-35 Reporte |              |                            |  |

| 27 de abril | Córdoba | 26 - 5  | Santa Fe | Universitario SF, Santa Fe              |                                         |
|             |         | Reporte |          | Árbitro(s): Pablo Deluca (Buenos Aires) | Árbitro(s): Pablo Deluca (Buenos Aires) |

### Fase final
|  | Semifinales  | Semifinales  | Semifinales  |              |         | Final            | Final            | Final            |  |
|  | 30 de abril  | 30 de abril  | 30 de abril  |              |         | 3 de mayo        | 3 de mayo        | 3 de mayo        |  |
|  |              |              |              |              |         |                  |                  |                  |  |
|  |              |              |              |              |         |                  |                  |                  |  |
|  | Salta        | Salta        | 11           |              |         |                  |                  |                  |  |
|  | Salta        | Salta        | 11           |              |         |                  |                  |                  |  |
|  | Rosario      | Rosario      | 16           |              |         |                  |                  |                  |  |
|  | Rosario      | Rosario      | 16           |              | Rosario | Rosario          | 3                |                  |  |
|  |              |              |              |              | Rosario | Rosario          | 3                |                  |  |
|  |              |              | Buenos Aires | Buenos Aires | 3       |                  |                  |                  |  |
|  | Buenos Aires | Buenos Aires | Buenos Aires | Buenos Aires | 3       | 21               |                  |                  |  |
|  | Buenos Aires | Buenos Aires |              |              |         | 21               |                  |                  |  |
|  | Cuyo         | Cuyo         | 6            |              |         | Final 3.° puesto | Final 3.° puesto | Final 3.° puesto |  |
|  | Cuyo         | Cuyo         | 6            |              |         | Final 3.° puesto | Final 3.° puesto | Final 3.° puesto |  |
|  |              |              |              |              |         |                  |                  |                  |  |
|  |              |              |              |              |         | Salta            | Salta            | 21               |  |
|  |              |              |              |              |         | Salta            | Salta            | 21               |  |
|  |              |              |              |              |         | Cuyo             | Cuyo             | 19               |  |
|  |              |              |              |              |         | Cuyo             | Cuyo             | 19               |  |
|  |              |              |              |              |         |                  |                  |                  |  |

|  | Semifinales | Semifinales | Semifinales |         |         | Final 5.° puesto | Final 5.° puesto | Final 5.° puesto |  |
|  | 30 de abril | 30 de abril | 30 de abril |         |         | 3 de mayo        | 3 de mayo        | 3 de mayo        |  |
|  |             |             |             |         |         |                  |                  |                  |  |
|  |             |             |             |         |         |                  |                  |                  |  |
|  | Tucumán     | Tucumán     | 26          |         |         |                  |                  |                  |  |
|  | Tucumán     | Tucumán     | 26          |         |         |                  |                  |                  |  |
|  | Santa Fe    | Santa Fe    | 15          |         |         |                  |                  |                  |  |
|  | Santa Fe    | Santa Fe    | 15          |         | Tucumán | Tucumán          | 17               |                  |  |
|  |             |             |             |         | Tucumán | Tucumán          | 17               |                  |  |
|  |             |             | Córdoba     | Córdoba | 20      |                  |                  |                  |  |
|  | Córdoba     | Córdoba     | Córdoba     | Córdoba | 20      | 12               |                  |                  |  |
|  | Córdoba     | Córdoba     |             |         |         | 12               |                  |                  |  |
|  | Sur         | Sur         | 7           |         |         | Final Descenso   | Final Descenso   | Final Descenso   |  |
|  | Sur         | Sur         | 7           |         |         | Final Descenso   | Final Descenso   | Final Descenso   |  |
|  |             |             |             |         |         |                  |                  |                  |  |
|  |             |             |             |         |         | Santa Fe         | Santa Fe         | 8                |  |
|  |             |             |             |         |         | Santa Fe         | Santa Fe         | 8                |  |
|  |             |             |             |         |         | Sur              | Sur              | 10               |  |
|  |             |             |             |         |         | Sur              | Sur              | 10               |  |
|  |             |             |             |         |         |                  |                  |                  |  |

Semifinales (1.° al 4.° puesto)
| 30 de abril | Salta | 11 - 16         | Rosario | CRAI, Santa Fe |  |
|             |       | p.34-35 Reporte |         |                |  |

| 30 de abril | Buenos Aires | 21 - 6                  | Cuyo | CRAI, Santa Fe |  |
|             |              | Reporte p.34-35 Reporte |      |                |  |

Semifinales (5.° al 8.° puesto)
| 30 de abril | Tucumán | 26 - 15                 | Santa Fe | CRAI, Santa Fe |  |
|             |         | Reporte p.34-35 Reporte |          |                |  |

| 30 de abril | Córdoba | 12 - 7          | Sur | CRAI, Santa Fe |  |
|             |         | p.34-35 Reporte |     |                |  |

Final
| 3 de mayo                                               | Rosario | 3 - 3                   | Buenos Aires | Santa Fe Rugby Club, Santa Fe         |                                       |
|                                                         |         | Reporte p.34-35 Reporte |              | Árbitro(s): Federico Fioravanti (Sur) | Árbitro(s): Federico Fioravanti (Sur) |
| Buenos Aires gana por tener menor cantidad de tarjetas. |         |                         |              |                                       |                                       |

Final 3.° puesto
| 3 de mayo | Salta | 21 - 19         | Cuyo | Santa Fe Rugby Club, Santa Fe |  |
|           |       | p.34-35 Reporte |      |                               |  |

Final 5.° puesto
| 3 de mayo | Tucumán | 17 - 20                 | Córdoba | Santa Fe Rugby Club, Santa Fe |  |
|           |         | Reporte p.34-35 Reporte |         |                               |  |

Final Descenso
| 3 de mayo | Santa Fe | 8 - 10          | Sur | Santa Fe Rugby Club, Santa Fe |  |
|           |          | p.34-35 Reporte |     |                               |  |

|                      |
| Buenos Aires Campeón |

## Zona Ascenso

### Zona 3
| Pos. | Equipos         | Partidos | Partidos | Partidos | Tantos | Tantos | Tantos | Pts. |
| Pos. | Equipos         | G        | E        | P        | PF     | PC     | DP     | Pts. |
| ---- | --------------- | -------- | -------- | -------- | ------ | ------ | ------ | ---- |
| 1.°  | San Juan        | 3        | 0        | 0        | 81     | 21     | +60    | 13   |
| 2.°  | Misiones        | 2        | 0        | 1        | 51     | 45     | +6     | 9    |
| 3.°  | Entre Ríos      | 1        | 0        | 2        | 40     | 52     | -12    | 5    |
| 4.°  | Sgo. del Estero | 0        | 0        | 3        | 21     | 75     | -54    | 0    |

|  | Clasifica a Semifinales (9.° al 12.° puesto)  |
|  | Clasifica a Semifinales (13.° al 16.° puesto) |

| 5 de abril | Entre Ríos | 25 - 3                  | Santiago del Estero | Paraná Rowing Club, Paraná                      |                                                 |
|            |            | Reporte p.34-35 Reporte |                     | Árbitro(s): Franco De Leonardis (Mar del Plata) | Árbitro(s): Franco De Leonardis (Mar del Plata) |

| 5 de abril | San Juan | 25 - 8                  | Misiones |  |  |
|            |          | Reporte p.34-35 Reporte |          |  |  |

| 12 de abril | Misiones | 12 - 10                 | Entre Ríos | CAPRI, Posadas                        |                                       |
|             |          | Reporte p.34-35 Reporte |            | Árbitro(s): Victor Silvero (Paraguay) | Árbitro(s): Victor Silvero (Paraguay) |

| 12 de abril | Santiago del Estero | 8 - 19  | San Juan | Old Lions RC, Santiago del Estero        |                                          |
|             |                     | Reporte |          | Árbitro(s): Esteban Filipanics (Córdoba) | Árbitro(s): Esteban Filipanics (Córdoba) |

| 27 de abril | Entre Ríos | 5 - 37          | San Juan | Universitario SF, Santa Fe |  |
|             |            | p.34-35 Reporte |          |                            |  |

| 27 de abril | Santiago del Estero | 10 - 31                 | Misiones | Universitario SF, Santa Fe |  |
|             |                     | Reporte p.34-35 Reporte |          |                            |  |

### Zona 4
| Pos. | Equipos       | Partidos | Partidos | Partidos | Tantos | Tantos | Tantos | Pts. |
| Pos. | Equipos       | G        | E        | P        | PF     | PC     | DP     | Pts. |
| ---- | ------------- | -------- | -------- | -------- | ------ | ------ | ------ | ---- |
| 1.°  | Alto Valle    | 2        | 0        | 1        | 73     | 49     | +24    | 11   |
| 2.°  | Mar del Plata | 2        | 0        | 1        | 54     | 39     | +15    | 10   |
| 3.°  | Nordeste      | 2        | 0        | 1        | 52     | 52     | +0     | 9    |
| 4.°  | Oeste         | 0        | 0        | 3        | 41     | 80     | -39    | 1    |

|  | Clasifica a Semifinales (9.° al 12.° puesto)  |
|  | Clasifica a Semifinales (13.° al 16.° puesto) |

| 5 de abril | Mar del Plata | 12 - 17 | Alto Valle | IPR Sporting Club, Mar del Plata        |                                         |
|            |               | Reporte |            | Árbitro(s): Pablo Deluca (Buenos Aires) | Árbitro(s): Pablo Deluca (Buenos Aires) |

| 5 de abril | Nordeste | 22 - 12 | Oeste | Aranduroga RC, Corrientes         |                                   |
|            |          | Reporte |       | Árbitro(s): Tomás Posse (Tucumán) | Árbitro(s): Tomás Posse (Tucumán) |

| 12 de abril | Oeste | 15 - 22         | Mar del Plata |  |  |
|             |       | p.34-35 Reporte |               |  |  |

| 12 de abril | Alto Valle | 20 - 23 | Nordeste | Neuquén Rugby Club, Neuquén            |                                        |
|             |            | Reporte |          | Árbitro(s): Damián Schneider (Rosario) | Árbitro(s): Damián Schneider (Rosario) |

| 27 de abril | Mar del Plata | 20 - 7                  | Nordeste | Universitario SF, Santa Fe |  |
|             |               | Reporte p.34-35 Reporte |          |                            |  |

| 27 de abril | Alto Valle | 36 - 14                 | Oeste | Universitario SF, Santa Fe |  |
|             |            | Reporte p.34-35 Reporte |       |                            |  |

### Fase final
|  | Semifinales   | Semifinales   | Semifinales |            |               | Final Ascenso     | Final Ascenso     | Final Ascenso     |  |
|  | 30 de abril   | 30 de abril   | 30 de abril |            |               | 3 de mayo         | 3 de mayo         | 3 de mayo         |  |
|  |               |               |             |            |               |                   |                   |                   |  |
|  |               |               |             |            |               |                   |                   |                   |  |
|  | San Juan      | San Juan      | 10          |            |               |                   |                   |                   |  |
|  | San Juan      | San Juan      | 10          |            |               |                   |                   |                   |  |
|  | Mar del Plata | Mar del Plata | 27          |            |               |                   |                   |                   |  |
|  | Mar del Plata | Mar del Plata | 27          |            | Mar del Plata | Mar del Plata     | 3                 |                   |  |
|  |               |               |             |            | Mar del Plata | Mar del Plata     | 3                 |                   |  |
|  |               |               | Alto Valle  | Alto Valle | 0             |                   |                   |                   |  |
|  | Alto Valle    | Alto Valle    | Alto Valle  | Alto Valle | 0             | 29                |                   |                   |  |
|  | Alto Valle    | Alto Valle    |             |            |               | 29                |                   |                   |  |
|  | Misiones      | Misiones      | 7           |            |               | Final 11.° puesto | Final 11.° puesto | Final 11.° puesto |  |
|  | Misiones      | Misiones      | 7           |            |               | Final 11.° puesto | Final 11.° puesto | Final 11.° puesto |  |
|  |               |               |             |            |               |                   |                   |                   |  |
|  |               |               |             |            |               | San Juan          | San Juan          | 29                |  |
|  |               |               |             |            |               | San Juan          | San Juan          | 29                |  |
|  |               |               |             |            |               | Misiones          | Misiones          | 0                 |  |
|  |               |               |             |            |               | Misiones          | Misiones          | 0                 |  |
|  |               |               |             |            |               |                   |                   |                   |  |

|  | Semifinales         | Semifinales         | Semifinales |          |            | Final 13.° puesto   | Final 13.° puesto   | Final 13.° puesto |  |
|  | 30 de abril         | 30 de abril         | 30 de abril |          |            | 3 de mayo           | 3 de mayo           | 3 de mayo         |  |
|  |                     |                     |             |          |            |                     |                     |                   |  |
|  |                     |                     |             |          |            |                     |                     |                   |  |
|  | Entre Ríos          | Entre Ríos          | 17          |          |            |                     |                     |                   |  |
|  | Entre Ríos          | Entre Ríos          | 17          |          |            |                     |                     |                   |  |
|  | Oeste               | Oeste               | 0           |          |            |                     |                     |                   |  |
|  | Oeste               | Oeste               | 0           |          | Entre Ríos | Entre Ríos          | 35                  |                   |  |
|  |                     |                     |             |          | Entre Ríos | Entre Ríos          | 35                  |                   |  |
|  |                     |                     | Nordeste    | Nordeste | 14         |                     |                     |                   |  |
|  | Nordeste            | Nordeste            | Nordeste    | Nordeste | 14         | 16                  |                     |                   |  |
|  | Nordeste            | Nordeste            |             |          |            | 16                  |                     |                   |  |
|  | Santiago del Estero | Santiago del Estero | 6           |          |            | Final Descenso      | Final Descenso      | Final Descenso    |  |
|  | Santiago del Estero | Santiago del Estero | 6           |          |            | Final Descenso      | Final Descenso      | Final Descenso    |  |
|  |                     |                     |             |          |            |                     |                     |                   |  |
|  |                     |                     |             |          |            | Oeste               | Oeste               | 6                 |  |
|  |                     |                     |             |          |            | Oeste               | Oeste               | 6                 |  |
|  |                     |                     |             |          |            | Santiago del Estero | Santiago del Estero | 23                |  |
|  |                     |                     |             |          |            | Santiago del Estero | Santiago del Estero | 23                |  |
|  |                     |                     |             |          |            |                     |                     |                   |  |

Semifinales (9.° al 12.° puesto)
| 30 de abril | San Juan | 10 - 27                 | Mar del Plata | CRAI, Santa Fe |  |
|             |          | Reporte p.34-35 Reporte |               |                |  |

| 30 de abril | Alto Valle | 29 - 7          | Misiones | CRAI, Santa Fe |  |
|             |            | p.34-35 Reporte |          |                |  |

Semifinales (13.° al 16.° puesto)
| 30 de abril | Entre Ríos | 17 - 0          | Oeste | CRAI, Santa Fe |  |
|             |            | p.34-35 Reporte |       |                |  |

| 30 de abril | Nordeste | 16 - 6          | Santiago del Estero | CRAI, Santa Fe |  |
|             |          | p.34-35 Reporte |                     |                |  |

Final Ascenso
| 3 de mayo | Mar del Plata | 3 - 0                   | Alto Valle | Santa Fe Rugby Club, Santa Fe        |                                      |
|           |               | Reporte p.34-35 Reporte |            | Árbitro(s): Sebastián Colman (Salta) | Árbitro(s): Sebastián Colman (Salta) |

Final 11.° puesto
| 3 de mayo | San Juan | 29 - 0          | Misiones | Santa Fe Rugby Club, Santa Fe |  |
|           |          | p.34-35 Reporte |          |                               |  |

Final 13.° puesto
| 3 de mayo | Entre Ríos | 35 - 14         | Nordeste | Santa Fe Rugby Club, Santa Fe |  |
|           |            | p.34-35 Reporte |          |                               |  |

Final Descenso
| 3 de mayo | Oeste | 6 - 23                  | Santiago del Estero | Santa Fe Rugby Club, Santa Fe |  |
|           |       | Reporte p.34-35 Reporte |                     |                               |  |

|                                    |
| Mar del Plata Campeón Zona Ascenso |

## Zona Desarrollo (Súper 9)
La Zona Desarrollo Súper 9 se disputó entre el 28 y el 30 de marzo en las instalaciones del Club de Polo de Estancia Grande, Provincia de San Luis. El torneo fue ganado por la Unión de Rugby del Valle del Chubut, que se quedó con la Copa de Oro y logró el ascenso a la Zona Ascenso 2015.
| 1.° | Chubut           | 4 | 0 | 0 | 80 | 15 | +65 | 16 |
| 2.° | San Luis         | 2 | 1 | 1 | 76 | 46 | +30 | 11 |
| 3.° | Tierra del Fuego | 1 | 1 | 2 | 66 | 70 | -4  | 7  |
| 4.° | Jujuy            | 3 | 1 | 0 | 72 | 36 | +36 |    |
| 5.° | Andina           | 1 | 1 | 2 | 46 | 75 | -29 |    |
| 6.° | Austral          | 1 | 0 | 3 | 22 | 73 | -51 | 4  |
| 7.° | Lagos del Sur    | 2 | 0 | 2 | 42 | 39 | +3  | 10 |
| 8.° | Formosa          | 1 | 0 | 3 | 12 | 45 | -33 | 4  |
| 9.° | Santa Cruz       | 0 | 0 | 4 | 0  | 91 | -91 | 0  |

|  | Campeón Copa de Oro y asciende a Zona Ascenso 2015. |
|  | Campeón Copa de Plata.                              |
|  | Campeón Copa de Bronce.                             |

| Bandera de la Provincia del Chubut |
| Chubut Campeón Súper 9 Juvenil     |
| Segundo título                     |